# Alessandro Natta
Alessandro Natta (ur. 7 stycznia 1918 w Oneglii, zm. 23 maja 2001 w Imperii) – włoski polityk i dziennikarz, uczestnik i członek ruchu oporu podczas II wojny światowej. Wieloletni deputowany krajowy, poseł do Parlamentu Europejskiego II kadencji, w latach 1984–1988 sekretarz generalny Włoskiej Partii Komunistycznej.

## Życiorys
Urodził się jako szósty syn w rodzinie z niższej klasy średniej o poglądach socjalistycznych, od młodości aktywny w kręgach opozycji antyfaszystowskiej. Brat noblisty Giulio Natty. W 1940 ukończył studia z literatury i filozofii w Scuola Normale Superiore di Pisa, po których uzyskał uprawnienia nauczyciela. W 1941 zmobilizowany do walki na Wyspach Egejskich jako oficer artylerii. We wrześniu 1943 odniósł rany w trakcie walk o Rodos, podczas których przeszedł na stronę wojsk lojalnych Wiktorowi Emmanuelowi II, a walczących z Niemcami. Został niemieckim jeńcem wojennym deportowanym do III Rzeszy. Działał w siatce ruchu oporu aktywnej w obozach jenieckich.
W sierpniu 1945 powrócił do Włoch, wstąpił do Włoskiej Partii Komunistycznej. Przez rok uczył w szkole średniej w Imperii, został radnym tego miasta. W latach 1948–1992 członek Izby Deputowanych dziesięciu kolejnych kadencji. W 1984 wybrany ponadto posłem do Parlamentu Europejskiego, przystąpił do Grupy Sojuszu Komunistycznego. W ramach swojego ugrupowania doszedł do członkostwa w komitecie centralnym (od 1956) i sekretariacie (1962–1970, 1979–1983), od 1972 do 1979 kierował frakcją parlamentarną. Od czerwca 1984 do czerwca 1988 zajmował stanowisko sekretarza generalnego PCI. Prezentował postawę bliższą ZSRR niż jego poprzednik Enrico Berlinguer, odbył też kontrowersyjną wizytę w tym państwie, podczas której opowiedział się za koncepcją Wspólnego Europejskiego Domu. Ze stanowiska zrezygnował po przebyciu w 1988 zawału serca, następnie od 1989 do 1990 był prezydentem partii. Po rozłamie w jej łonie zdecydował się wycofać z działalności politycznej. Wieloletni publicysta komunistycznych czasopism „Critica marxista” i „Rinascita”, od 1970 do 1972 redaktor naczelny drugiej z gazet. Autor kilku książek, w tym dotyczących obozów koncentracyjnych i dziejów II wojny światowej.

## Odznaczenia
Odznaczony m.in. Orderem Rewolucji Październikowej.